# ニクラス・カールソン
ニクラス・カールソン（1974年1月24日 - ）は、スウェーデンの元レーシングドライバー。彼は2007年からSTCCチームNIKAレーシングのチームマネージャーを務めており、シボレーモータースポーツスウェーデンの名前で競い合っている。

## レーシングキャリア

### フォーミュラワンカーキャリア（1997-1998）
カールソンは1997年にプロのレースキャリアを開始し 、ウルフ・ヨハンソンよりも優れたフォーミュラ3ノルディックでシーズン中に8勝を挙げた。  1998年には、少なくとも大規模なクラスではそれほど競争力を有していなかったが、彼はドイツF3選手権でも少なくとも2レースを走った。 

### 標準のカーレースとSTCCへの切り替え（1999-2003）
1999年シーズン、彼は標準のカーレースとスウェーデンツーリングカー選手権に切り替えた。 彼はアルファロメオ・155 D2を運転したが、ポイントを獲得できなかった。 彼はその後も、アルファロメオで参戦。2000年シーズンアルファロメオ・156Tsで参戦。同年は、いくつかのポイントを獲得した。これは、ドライバーズ全体で16位だった。 2001年も同じく16位であった。 
2002年シーズン、彼は躍進を果たした。ピコ・トロバーグ・レーシングのヴォクソール・ベクトラ16Vに切り替え、9回の表彰台を獲得した後、2回の勝利を収め、イタリアのロベルト・コルチアゴとヤン・ "フラッシュ"・ニルソンに次ぐチャンピオンシップで総合3位でフィニッシュした。 
2002年シーズンの成功にもかかわらず、彼は2003年アルファロメオ・156 GTAに切り替えた。彼はそれで、1つの勝利とさらに2つの表彰台を獲得し、全体で9位でフィニッシュした。  。彼はまた、その年の間にヨーロッパツーリングカー選手権で2つのレースに出場した。 

### ポルシェカレラカップスカンジナビア（2004-2005）
2004年、カールソンはスウェーデンツーリングカー選手権のサポートクラスであるポルシェカレラカップスカンジナビアに出場。彼はうまく走り、シーズン中に5回の勝利を収め、ロビン・ルドホルムとフレドリック・ロスに次ぐ総合3位でフィニッシュした。 彼はまた、ポルシェカレラカップドイツでレースをドライブした。 
カールソンは2005年にポルシェカレラカップスカンジナビアで継続し、今回は4回の勝利の後、わずか2ポイントでフレドリクロスに敗れ、チャンピオンシップで2位になった。 

### STCCに戻る（2006-2007）
2006年シーズン、カールソンはオペルアストラでスウェーデンツーリングカー選手権に復帰。彼はわずか6ポイントで全体で13位でフィニッシュした。 カールソンがシーズン全体をドライブしたのは昨年でした 。 2007年に彼はSTCCのシボレーラセッティで2レースしかドライブしなかったからである。 
彼は現在、シボレーモータースポーツスウェーデンの名前でSTCCに参戦しているNIKAレーシングのチームマネージャー。チームは彼自身が2007年に運転したものでもあった。

## ソースとメモ
1. 1 2 3  The racing career of Nicklas Karlsson — in detail - driverdb.com
2. ↑  Formula 3 Nordic Championship 1997 - driverdb.com
3. ↑  Formula 3 Germany 1998 - driverdb.com
4. ↑  Swedish Touring Car Championship 1999 - driverdb.com
5. ↑  Swedish Touring Car Championship 2000 - driverdb.com
6. ↑  Swedish Touring Car Championship 2001 - driverdb.com
7. ↑  Swedish Touring Car Championship 2002 - driverdb.com
8. ↑  Swedish Touring Car Championship 2003 - driverdb.com
9. ↑  European Touring Car Championship 2003 - driverdb.com
10. ↑  Porsche Carrera Cup Scandinavia 2004 - driverdb.com
11. ↑  Porsche Carrera Cup Germany 2004 - driverdb.com
12. ↑  Porsche Carrera Cup Scandinavia 2005 - driverdb.com
13. ↑  Swedish Touring Car Championship 2006 - driverdb.com
14. ↑  Swedish Touring Car Championship 2007 - driverdb.com